# 丹尼尔·斯坦伯格
马格努斯·丹尼尔·斯坦伯格（瑞典語：Magnus Daniel Stenberg）是一名瑞典程序员。他是软件cURL的主要作者。

## 经历
斯坦伯格2013到2018年在Mozilla工作，2019年加入wolfSSL项目，寻求对cURL的商业支持并全职开发cURL。
2021年2月斯坦伯格收到主题为“我会宰了你”（I will slaughter you）的死亡威胁邮件，对方称cURL项目导致自己失去了家人、朋友和工作。
苹果公司在其产品中内置cURL，当2021年11月一名开发者联系其寻求支持时，苹果却说他应该找原作者。斯坦伯格多次表示，一些商业公司使用开源软件并从中获利，但从未支持其作者的行为是不负责任的。

## 获奖
- 2009年获得北欧自由软件奖（Nordic Free Software Award）[8]。
- 2017年获得普尔海姆奖（英语：Polhem Prize）。

## 书籍
- . 由薛命灯翻译. 人民邮电出版社. 2019. ISBN 9787115523860. OCLC 1178925408.